# Distretto di Lonya Chico
Il distretto di Lonya Chico è un distretto del Perù nella provincia di Luya (regione di Amazonas) con 1.051 abitanti al censimento 2007 dei quali 345 urbani e 706 rurali.
È stato istituito il 5 febbraio 1861.

## Località
Il distretto è formato dall'insieme delle seguenti località:
- Lonya
- Shapalla
- Bagazan
- Merencia
- Tincas
- San Pablo
- San Pedro
- Camelin